# Olympias (Malerin)
Olympias (altgriechisch Ὀλυμπιάς) war eine antike griechische Malerin wahrscheinlich hellenistischer Zeit.
Sie wird einzig von Plinius in seiner Naturalis historia in einer Liste von Malerinnen erwähnt. Sie soll die Lehrerin des ansonsten ebenfalls unbekannten Malers Autobulos gewesen sein.